# Kornelia Müller
Kornelia Müller (* 24. März 1959 in Freiberg) ist eine deutsche Politikerin (Bündnis 90/Die Grünen). Sie war von 1990 bis 1994 Mitglied des Sächsischen Landtages.

## Leben
Kornelia Müller besuchte die POS in Freiberg und machte anschließend eine Berufsausbildung als Zootechniker mit Abitur in Chemnitz. Danach folgte ein Studium der Landwirtschaft in Leipzig, das sie im Jahr 1983 mit dem Diplom abschloss. Ab 1988 war Frau Müller wissenschaftliche Mitarbeiterin im Vogtländischen Bauernmuseum Landwüst. Außerdem war sie ehrenamtliche Sprecherin im Arbeitsrat der Gäa-Arbeitsgemeinschaft für ökologischen Landbau.
Kornelia Müller ist evangelisch, verheiratet und hat zwei Kinder.

## Politik
Kornelia Müller wurde im Oktober 1990 über die Landesliste in den Sächsischen Landtag gewählt, dem sie für eine Wahlperiode bis 1994 angehörte. Dort war sie Mitglied im Ausschuss für Landwirtschaft, Ernährung und Forsten. Von 1996 bis 1999 war sie Landesvorstandssprecherin von Bündnis 90/Die Grünen Sachsen.

## Belege
- Klaus-Jürgen Holzapfel (Hrsg.): Sächsischer Landtag: 1. Wahlperiode, 1990–1994; Volkshandbuch. NDV Neue Darmstädter Verlagsanstalt, Rheinbreitbach 1991, ISBN 3-87576-265-7. S. 50 (S. 89 für den Ausschuss). (Stand Mai 1991)

| Personendaten    | Personendaten                                     |
| ---------------- | ------------------------------------------------- |
| NAME             | Müller, Kornelia                                  |
| KURZBESCHREIBUNG | deutsche Politikerin (Bündnis 90/Die Grünen), MdL |
| GEBURTSDATUM     | 24. März 1959                                     |
| GEBURTSORT       | Freiberg                                          |